# Franck Aussedat
Franck Aussedat es un deportista francés que compitió en vela en la clase Tornado. Ganó una medalla de bronce en el Campeonato Mundial de Tornado de 1983 y una medalla de plata en el Campeonato Europeo de Tornado de 1983.

## Palmarés internacional
| Campeonato Mundial | Campeonato Mundial         | Campeonato Mundial | Campeonato Mundial |
| Año                | Lugar                      | Medalla            | Clase              |
| ------------------ | -------------------------- | ------------------ | ------------------ |
| 1983               | Isla Hayling (Reino Unido) | Medalla de bronce  | Tornado            |
| Campeonato Europeo |                            |                    |                    |
| Año                | Lugar                      | Medalla            | Clase              |
| 1983               | Skovshoved (Dinamarca)     | Medalla de plata   | Tornado            |